# Abbazia di San Bartolomeo a Ripoli
L'abbazia di San Bartolomeo a Ripoli si trova nella località di Badia a Ripoli, nel territorio del comune di Firenze.
"Badia" è una contrazione popolare della parola abbazia. A Firenze e dintorni sono esistite cinque abbazie, situate come ai punti cardinali della città: a nord la Badia Fiesolana, a ovest la Badia a Settimo, a sud l'abbazia di San Miniato, a est la Badia a Ripoli e al centro la Badia fiorentina.

## Storia

### Origini
La badia di Ripoli secondo un documento chiamato Chartula Offertionis sarebbe stata fondata nel 790, ma il documento non è del tutto chiaro e rimane il dubbio se si riferisca a questo monastero o a quello di Galliano; in ogni caso in quel documento si afferma che il monastero venne eretto fin dalle fondamenta dal nobile longobardo Adonald all'inizio dell'VIII secolo per le donne della sua famiglia. In particolare il documento ricorda la donazione fatta da Adonald, duca di Liguria e di Toscana e bisavolo dei Signori Atroaldo, Adonaldo e Adopaldo, che istituiva un monastero dedicato a san Bartolomeo in una zona detta "Recavata" presso una chiesa di San Pietro (e qui potrebbe essere proprio la vicina pieve di San Pietro, mentre il toponimo Recavata potrebbe riferirsi alla terra "di ricavo" scavata presso l'Arno). Dal documento risulta che la badessa era Eufrasia, zia dei tre nobili.

Badia a Ripoli in una foto antecedente il 1895

Alla comunità femminile subentrarono i monaci benedettini. Il 10 giugno 1092 risulta come abate tale Bernardo in seguito l'abate fu Gerardo citato in un documenti a partire dal 15 febbraio 1121. I loro successori, posti sotto il controllo del vescovo di Firenze, ricevettero diversi privilegi dai pontefici Anastasio IV il 24 ottobre 1153, Adriano IV il 1º maggio 1156, e per ben 3 volte da papa Alessandro III tra il 1163 e il 1168. Fu in quegli anni che sorse una prima grande chiesa abbaziale, a sostituire la chiesetta più antica che doveva somigliare alle vicine pievi di san Pietro o di San Marcellino.

### I Vallombrosani

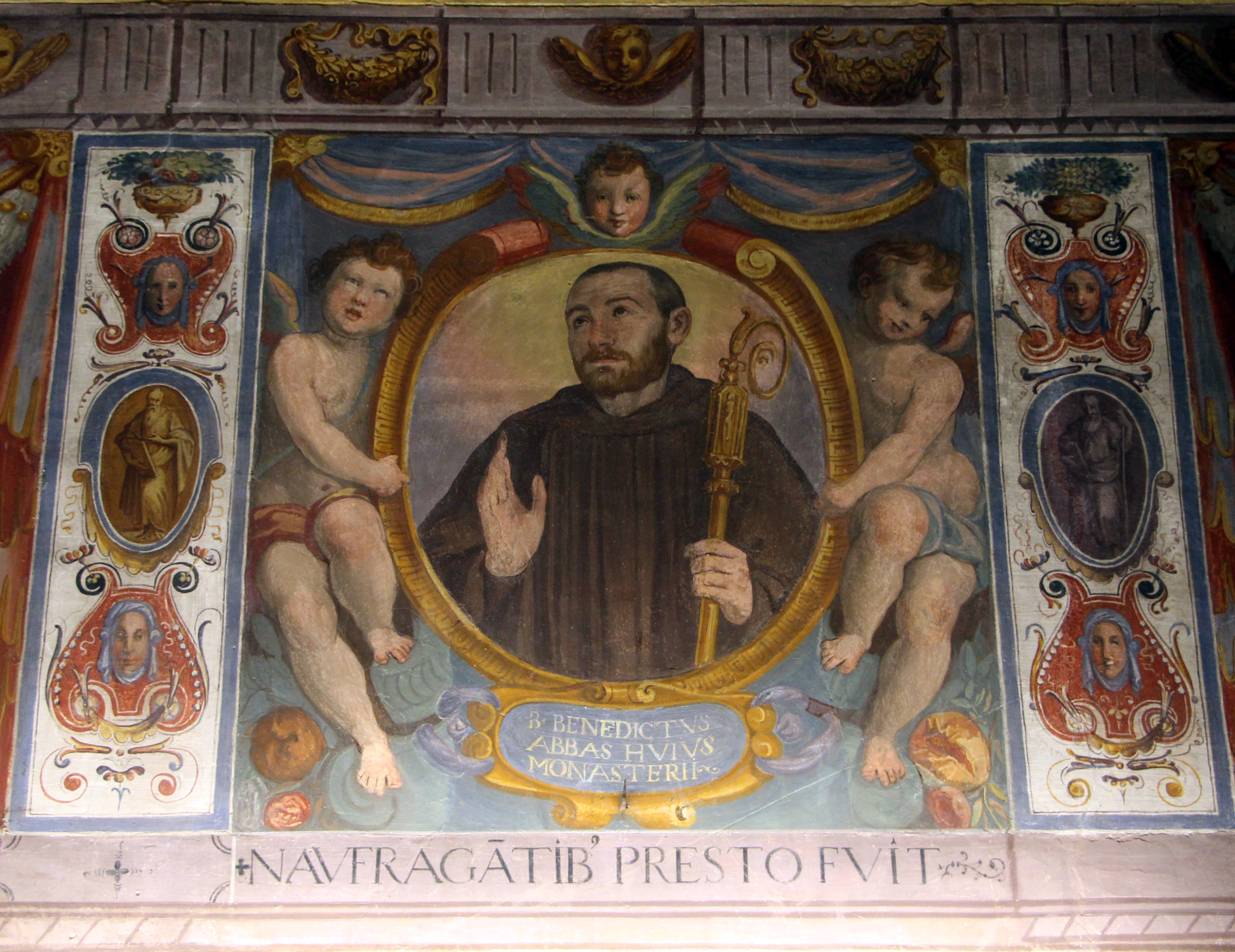
Il beato Benedetto abate, affrescato dal Poccetti in sagrestia

Nel 1187 il papa Gregorio VIII concesse il monastero all'ordine Vallombrosano cacciando l'allora abate benedettino Ottaviano ma mantenendo i monaci presenti che forse accettarono spontaneamente la nuova regola. Con l'arrivo dei vallombrosani avviò anche la bonifica del Pian di Ripoli, terreno attraversato dal fiume e dalle sue ramificazioni che tendeva a impaludarsi, divenuto poi progressivamente una delle campagne più fertili e belle nei dintorni di Firenze.
Il capitolo di San Bartolomeo elesse nel 1197 quale abate Benedetto e durante il suo governo l'abbazia riprese a godere di una notevole autonomia. Tale autonomia era malvista dalla diocesi di Firenze ma l'ordine vallombrosano aggirò ogni problema chiedendo sistematicamente la conferma della protezione apostolica alla Santa Sede. Alla fine del XIII secolo la badia era molto ricca tanto da avere un imponibile di 45 lire annue ma grazie alla notevole importanza che aveva in seno alla diocesi fiorentina riuscì ad ottenere l'esenzione dal pagamento. Nel 1275 vi fece sosta papa Gregorio X di ritorno dal concilio di Lione, evitando Firenze dilaniata dalle lotte interne tra guelfi e ghibellini a cui egli stesso aveva già cercato invano di porre fine; stanco e malato il papa morì ad Arezzo pochi giorni dopo aver trascorso il Natale a Ripoli.
Nel XIV secolo l'autotomia dell'abbazia iniziò a diminuire. Nel 1310 fu obbligata a pagare le tasse al vescovo che ebbe anche il diritto di confermare o meno l'abate eletto.
Nel 1452 il vescovo Antonino Pierozzi avesse liberato l'abbazia dal patronato dei Castiglionchio di Quona, eredi dei diritti dei signori longobardi che l'avevano fondata (all'evento allude la lapide posta ancora oggi sopra il portale). Nel 1469 venne unita da papa Paolo II all'abbazia di Vallombrosa e la badia a Ripoli divenne l'infermeria e la residenza invernale dell'Ordine che intanto era stato profondamente riformato da papa Pio II che ne limitò molto l'autonomia istituzionale e la vita ascetica.

### Saccheggio e ammodernamento

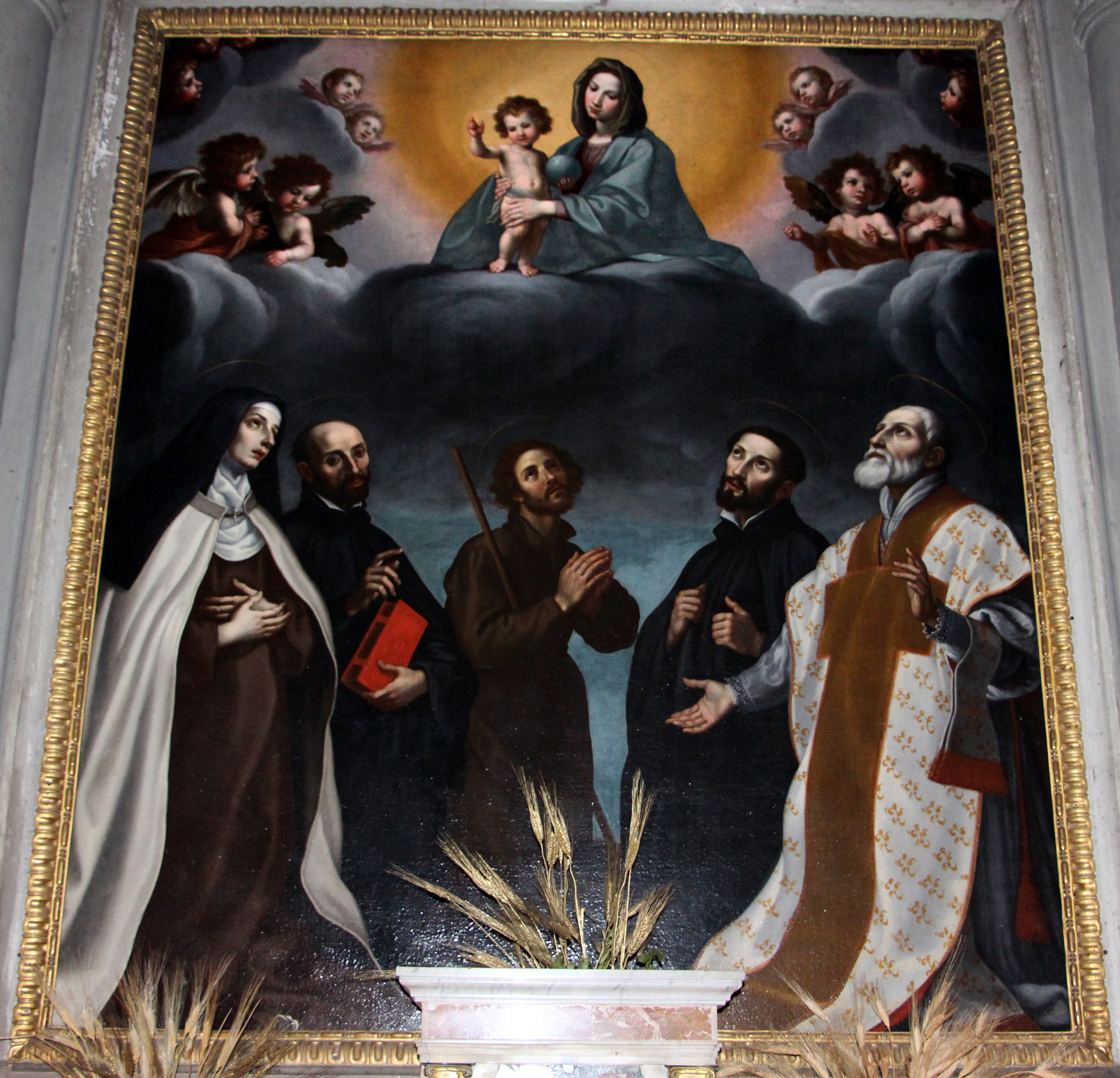
Madonna in gloria attribuita a Francesco Curradi

Nel frattempo, durante l'assedio di Firenze del 1529-30, l'abbazia fu saccheggiata pesantemente dalle truppe di Filiberto d'Orange. Forse diroccata e abbandonata, l'abbazia non fu neanche citata da Benedetto Varchi nella sua nota descrizione del Pian di Ripoli di qualche anno dopo. In queste condizioni il legame con Vallombrosa divenne sempre più stretto, tanto che dal 1550 divenne la sede stabile del Generale dell'ordine (fino alle soppressioni del 1808) e, grazie anche a questo nuovo status, furono varati dei lavori per adeguare chiesa e cenobio. Nel 1585 la sagrestia fu spostata dov'è adesso e nel 1597 fu sostituita l'abside romanica del coro, fu rifatto il pavimento interno e vennero realizzati tre altari laterali e il transetto. Nel 1598, come ricorda una lapide accanto al pulpito, l'abate Erasmo da Pelago fece rialzare il tetto. Nei decenni successivi vennero aperte nuove finestre, fu coperta la navata a volta e intonacate le pareti interne ed esterne, anche del campanile.
Un grave problema si affacciò a partire dal 1647. Il vicino pievano di Ripoli intentò una causa per sottomettere la chiesa dell'abbazia alla pieve ma perse. Negli anni seguenti furono svolti nella chiesa alcuni lavori di manutenzione come la creazione del portico esterno nel 1664, il consolidamento del campanile nel 1670 e il nuovo altar maggiore fatto nel 1731. Nel 1690 San Bartolomeo e San Marcellino furono aggregate. Nel 1746 venne rimessa in funzione la cripta che nel frattempo era stata ridotta ad arsenale: i lavori furono guidati da Gaetano di Andrea Calamai e videro la rimozione dei detriti che sostenevano il presbiterio, venne creato un nuovo vestibolo, vennero costruite due scale per accedere all'aula superiore (poi distrutte), vennero tamponale le aperture sulle fiancate e ricostruito l'altare.

### Dalla soppressione a oggi
Tra il 1808, anno della fine del possesso vallombrosano per la soppressione napoleonica del cenobio, e il 1821 la chiesa venne eretta a parrocchia e il vicino monastero destinato per alcuni decenni a un uso civile. Nel 1892 il campanile crollò sulla chiesa e la casa canonica. I susseguenti lavori di restauro furono guidati dall'ingegner Filippo Gomez che oltre al ripristino delle parti crollate modificò la facciata, che fino a quel momento era intonacata e bugnata, aprendovi un finestrone rettangolare e impostando il timpano come appare attualmente.
Nel 1872 il grande prato murato antistante la chiesa, un tempo parte integrante dell'abbazia, fu sacrificato per creare la piazza della Badia di Ripoli, oggi importante raccordo viario.
Nel terremoto del 18 maggio 1895 a subire i danni maggiori furono i locali dell'ex-convento che intanto erano diventati proprietà di privati. Nel 1897 vi presero sede le Suore Addolorate dei Servi di Maria, che vi aprirono una scuola elementare femminile, prima di essere sostituite dalle suore del nuovo ordine dell'Immacolata Concezione di Nostra Donna (dette popolarmente Suore della Provvidenza e dell'Immacolata Concezione), che su finire del secolo istituirono un convitto femminile e fecero costruire la nuova chiesa neogotica del Sacro Cuore.
La cripta della vecchia chiesa venne invece nuovamente restaurata nel 1931, cercando di riportare alla luce l'aspetto romanico originario; in tale occasione si ristrutturò radicalmente anche la chiesa, ad esempio ricreando il soffitto a capriate lignee. Il campanile fu invece restaurato nel 1985 dall'architetto Giuseppe Bracchetti.

## Descrizione
La chiesa abbaziale originaria aveva una pianta a croce commissa con abside semicircolare, cripta e campanile cuspidato. Più basso dell'attuale, l'edificio originario era in pietra albarese chiara.

### Esterno

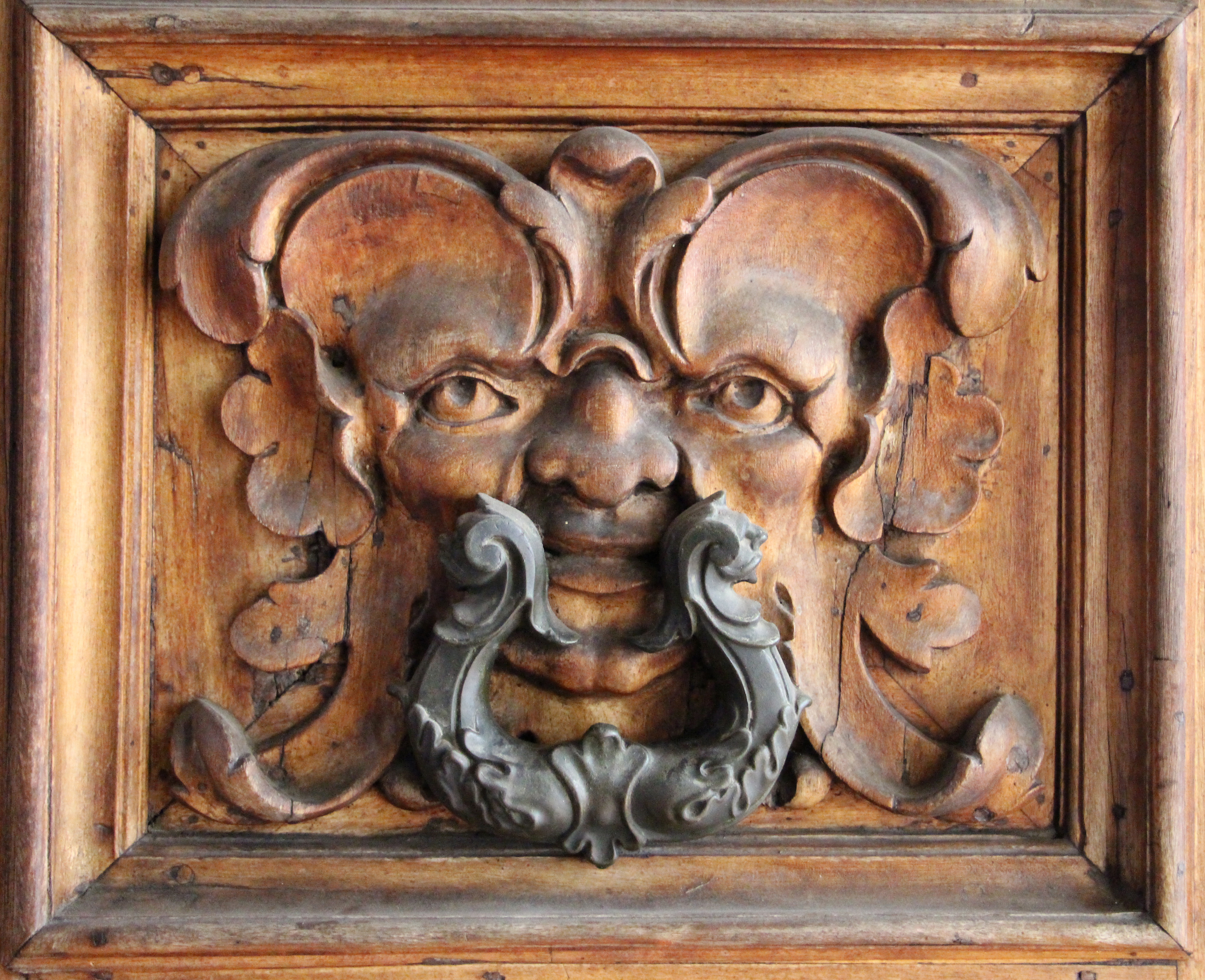
Battente con mascherone intagliato nel portale

La facciata attuale a capanna, preceduta da un portico seicentesco, si presenta nella veste conferitole dopo i restauri conseguenti al terremoto del 1895 e mostra un oculo in laterizio al posto del finestrone ma sono visibili due fasi distinte di costruzione. La più antica 
mostra un paramento murario fatto con bozze di calcare alberese chiaro disposto a filaretto mentre la più recente, in corrispondenza del timpano, è stata realizzata con conci di pietraforte. Tale distinzione è visibile anche sulle fiancate della chiesa dove si aprono due serie di tre monofore a doppio strombo.
Ai lati del portale due stemmi seicenteschi dell'Ordine Vallombrosano e dell'abate della famiglia Canigiani. Sopra l'ingresso una lapide che ricorda la liberazione del 1452 dai patronati feudali, grazie all'interessamento di sant'Antonino Pierozzi. Il bel portale ligneo, di gusto barocco, proviene dalla chiesa di Santa Trinita, spostato qui nel 1886.
Sulla cantonata un tabernacolo, decorato da uno sbiadito affresco del 1869 di un tale professor Martellini.

### Interno

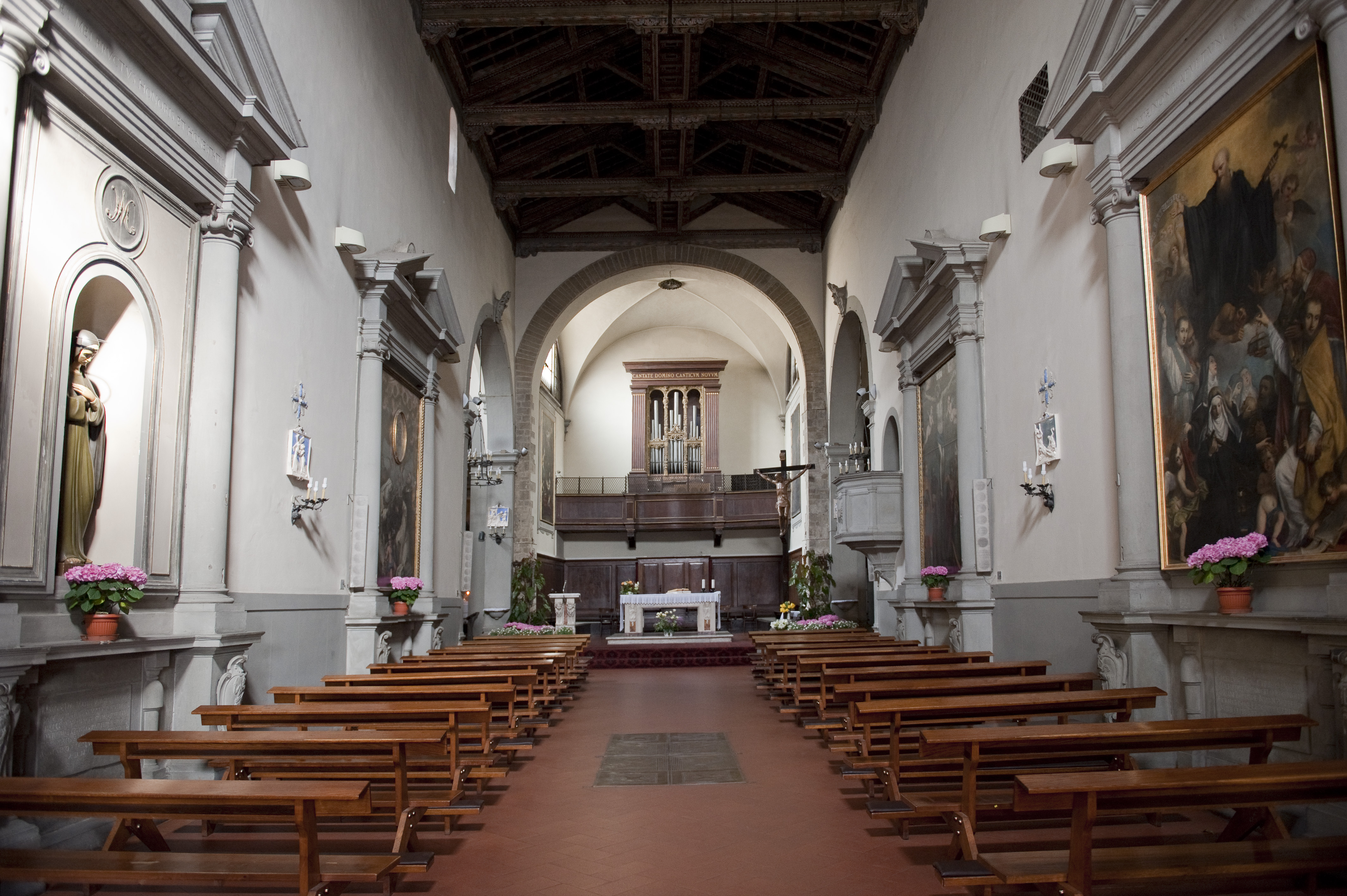
Interno

L'interno è a una sola navata con sottostante cripta a cinque navatelle. Sulla controfacciata un busto del benefattore che, nell'Ottocento, finanziò il restauro dell'edificio.
Al primo altre di destra si trova la tela raffigurante San Giovanni Gualberto calpesta la Simonia e il Nicolaismo opera di Agostino Veracini del 1744; ai piedi della scena principale una serie di santi a beati cari alla venerazione locale: il beato Lanfranco, san Pietro Igneo, santa Verdiana, il beato Benedetto Ricasoli, san Torello (beato Torello da Poppi), san Atto vescovo, Gregorio VII e san Bernardo degli Uberti. Al secondo altare di destra Crocifisso e santi opera assemblata di Nicodemo Ferrucci (Crocifisso) e di Alessandro Davanzati, monaco vallombrosano e pittore, autore dei santi copia di Andrea del Sarto; le due tele vennero cucite con una tale cura da potersene rendere conto solo a un esame ravvicinato. Il vicino pulpito è della prima metà del Seicento.

Nella cappella posta alla destra della maggiore, dove si trova il fonte battesimale, è decorata dalla tela di Jacopo Vignali del 1630 (in ringraziamento alla scampata pestilenza), raffigurante Madonna col Bambino e i santi Rocco, Sebastiano, Tommaso e Giovanni Gualberto. Di minore interesse altri due dipinti seicenteschi anonimi, un Martirio di san Bartolomeo e un Pentimento di Pietro.

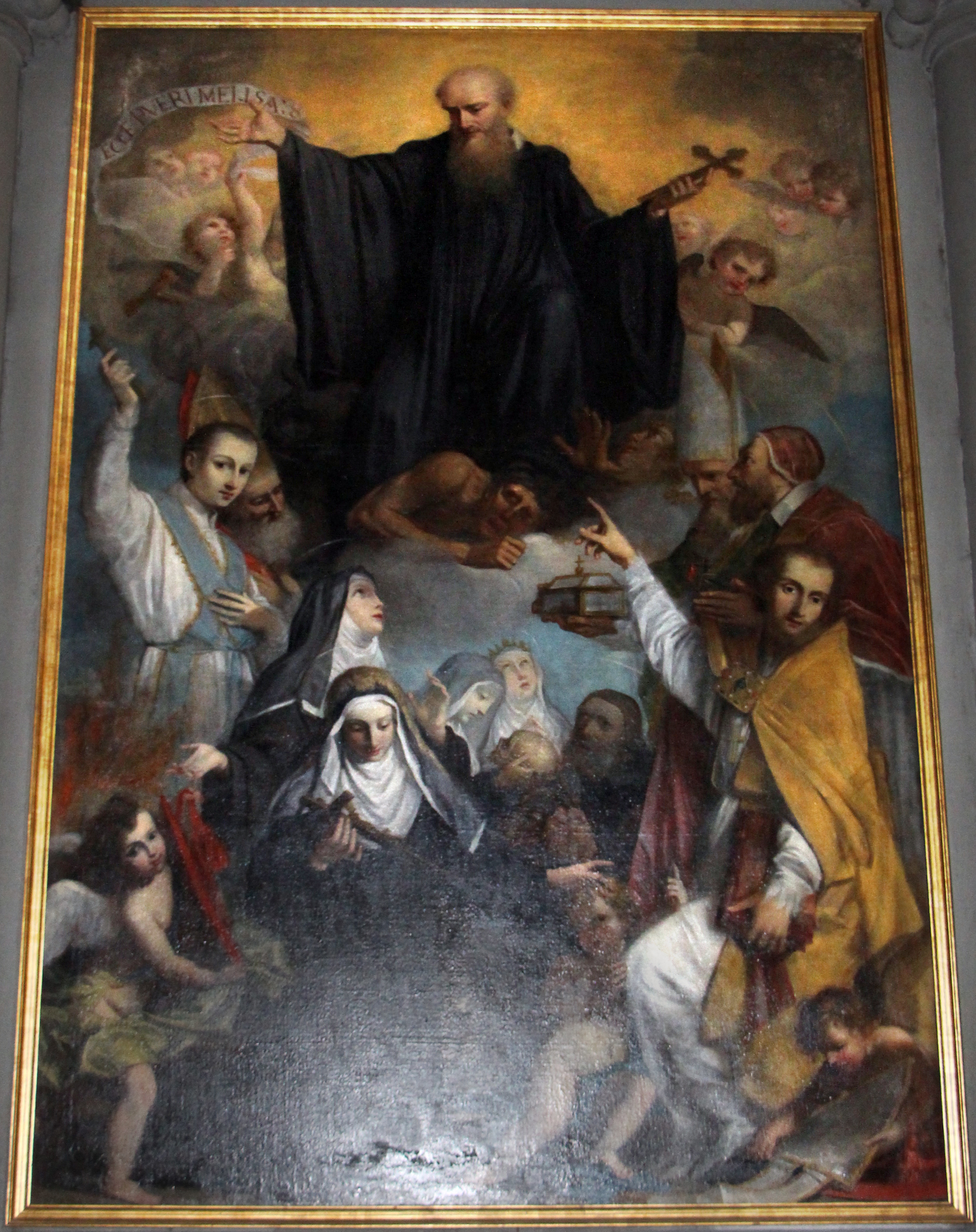
Agostino Veracini, San Giovanni Gualberto che schiaccia la simonia e il nicolaismo

Nel presbiterio, sulla sinistra è una tela con Matilde di Canossa, consigliata dal cardinale san Bernardo degli Uberti, dona alla chiesa il suo feudo opera del 1706 di Giovanni Camillo Sagrestani. Il tabernacolo in pietra serena è del XVI secolo ma riprende modelli quattrocenteschi, mentre l'organo sulla parete di fondo è del 1622. Sulla parete di destra si trovava un altro dipinto del Sagrestani, mentre oggi lo sostituisce un'opera di ignoto di fine Seicento con San Torello eremita. L'altare maggiore è del 1731, dalle linee semplici se non fosse per gli angeli scolpiti ai lati. Il Crocifisso ligneo è opera del 1942 dello scultore C. Parigi. Il coro retrostante ha stalli lignei del XIX secolo.
Nella cappella alla sinistra della maggiore tela di Francesco Curradi o della sua scuola con Madonna in gloria e santi (da alcuni riferita a Bernardo Veli; opera proveniente dal monastero della Crocetta): nella figura di sinistra si riconosce tradizionalmente suor Domenica del Paradiso. Sotto quest'altare, un'urna seicentesca conserva il corpo del beato Benedetto da Cerreto, abate morto nel 1204. Il ciborio del 1730 è del marmoraro fiorentino Francesco Ceroti, già sull'altare maggiore.
Al secondo altare di sinistra, fondato dalla Compagnia del Rosario nel 1612, una terracotta policroma ovale della Madonna col Bambino, che si vuole donata da un cardinale romano quello stesso anno e proveniente da Civitavecchia; attorno ad essa una tela della seconda metà del XVII secolo siglata "GAB" e raffigurante i Misteri del Rosario e i santi Bartolomeo, Caterina da Siena, Francesco di Paola, Domenico e una martire in adorazione. Al primo una statua della Mater Dolorosa dei primi anni del Novecento. Gli stemmi sulle mensole che reggono questi altari sono decorati dagli emblemi dei santi Giovanni Battista, Bartolomeo, Giovanni Gualberto e Benedetto.

#### Cripta

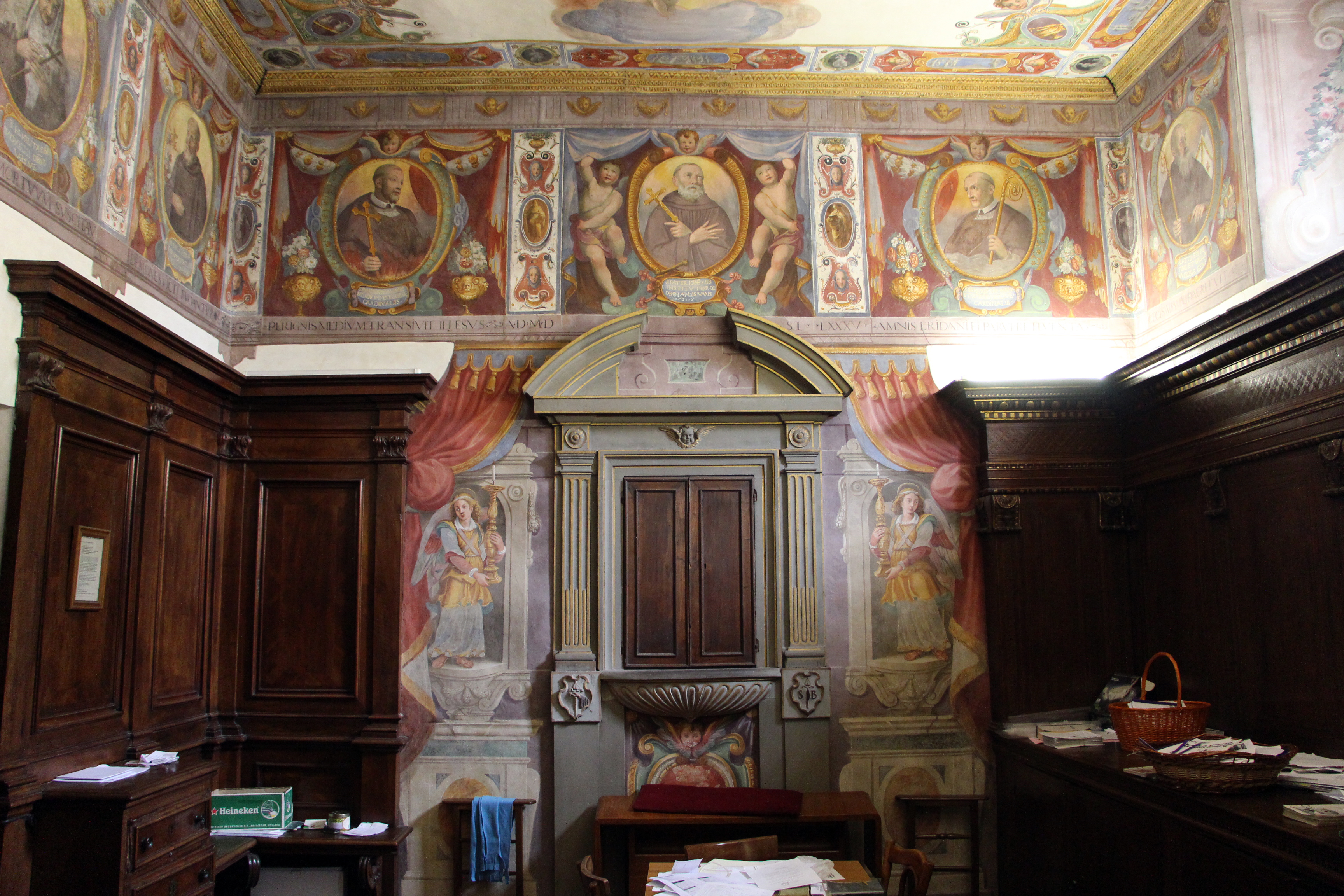
La sagrestia

Si accede alla cripta dal basamento del campanile.
La cripta absidata originariamente aveva un impianto a cinque navatelle con abside semicircolare e transetto databile all'XI secolo. Attualmente si presenta a tre navate di sei campate con copertura a crociera. È probabile che la cripta rappresenti quello che resta, almeno in pianta, dell'originaria chiesetta longobarda.

#### Sagrestia
La sagrestia presenta un fregio affrescato da Bernardino Poccetti e aiuti, del 1585. Raffigura entro medaglioni Santi e beati vallombrosani, circondati da grottesche, angeli e piccoli episodi biblici a monocromo. Il bancone ligneo intarsiato risale al Quattrocento e presenta vari stemmi di famiglie che lo sovvenzionarono. Una porta bronzea e del mobilio sono degli inizi del XVI secolo.
Nel refettorio (oggi parte dell'Istituto delle Suore di Badia) si trova un altro affresco di Bernardino Poccetti del 1604 raffigurante le Nozze di Cana ed un altro firmato da Giovanni Maria Butteri con il Crocifisso adorato da San Giovanni Gualberto.